# Berjozovói járás
A Berjozovói járás (oroszul Берёзовский райо́н) Oroszország egyik járása Hanti- és Manysiföldön. Székhelye Berjozovo.

## Népesség
- 2010-ben 25 744 lakosa volt, melyből 14 798 orosz, 3 457 manysi, 1 356 komi, 1 351 hanti, 1 030 ukrán, 751 tatár, 511 nyenyec, 144 fehérorosz, 134 baskír, 110 csuvas stb.